# جنوب غرب دلهي
جنوب غرب دلهي رمزها «SW» (بالإنجليزية: South  West  Delhi)‏ ، هو تقسيم إداري لدولة الهند تتبع ولاية دلهي (بالإنجليزية: Delhi)‏ ، مركزها هو مدينة فاسانت فيهار (بالإنجليزية: Vasant  Vihar)‏ عدد سكانها حسب تعداد سنة 2001 هو 1,749,492 ، مساحتها 395 كم² وكثافة السكان 4430 لكل كم² .